# Crises Tour
Die Crises Tour war die fünfte Konzerttournee des britischen Komponisten und Multiinstrumentalisten Mike Oldfield. Auf dieser Tour stellte er sein Album Crises (1983) vor und beging mit ihr außerdem sein zehnjähriges Karrierejubiläum.

## Hintergrund
Am 26. Mai 1983, einen Tag vor der Veröffentlichung von Crises, startete Oldfield in Straßburg seine nächste Europatournee, die  am 22. Juli des gleichen Jahres in London endete. Im Gegensatz zu seiner Five Miles Out World Tour, bei der er ein Jahr zuvor über 100 Konzerte gab und auch Shows in Nordamerika, Australien und Japan spielte, beschränkte sich Oldfield auf dieser Tour wieder ausschließlich auf Europa. Seine Tour-Band bestand dabei überwiegend aus Musikern, die sich bereits an den Studioaufnahmen von Crises beteiligt hatten.
Durch den zunehmenden Erfolg von Oldfield, der ab Anfang der 1980er Jahre neben erfolgreichen Alben auch einige europaweite Hitsingles wie Family Man, Five Miles Out oder Moonlight Shadow landen konnte, vergrößerte sich auch sein Konzertpublikum, wodurch es ihm möglich war, neben den üblichen Hallenkonzerten auch erstmals größere Open Air Shows zu spielen. Allein zu seinem Konzert in Kopenhagen am 13. Juni 1983 kamen über 40.000 Zuschauer, die bisher größte Anzahl an Zuschauern bei einem Mike Oldfield-Konzert (Festivalauftritte nicht mitgezählt.)
Das Abschlusskonzert der Tour fand am 22. Juli 1983 in der Londoner Wembley Arena statt. Es wurde von Oldfield im Vorfeld als 10th Anniversary Concert beworben, da sich zur selben Zeit auch die Veröffentlichung seines 1973 erschienenen Debütalbums Tubular Bells zum zehnten Mal jährte. Bis zur Live-Premiere von Tubular Bells II im Jahr 1992 war es lange Zeit Oldfields letzter Konzertauftritt in seiner Heimat Großbritannien.

## Liveaufnahmen
Eine Aufnahme des Abschlusskonzertes in der Londoner Wembley Arena kursierte jahrelang im Internet. 2013 erschien sie schließlich offiziell auf dem 3CD/2DVD-Boxset Crises: 30th Anniversary Deluxe Edition.

## Setlist

### Beispiel-Setlist
- Intro (Woodhenge)
- Excerpt from Incantations, Part Three
- Sheba
- Excerpt from Ommadawn – Part One
- Mount Teidi
- Five Miles Out
- Tubular Bells, Part One
- Taurus I
- Taurus II
- Crises
- Moonlight Shadow
- Shadow on the Wall
- Family Man

## Tourdaten
| Nr. | Datum         | Stadt            | Land        | Veranstaltungsort                         | Anmerkungen                      |
| --- | ------------- | ---------------- | ----------- | ----------------------------------------- | -------------------------------- |
| 1   | 26. Mai 1983  | Straßburg        | Frankreich  | Hall Rhénus                               |                                  |
| 2   | 27. Mai 1983  | Dijon            | Frankreich  | Le Forum                                  |                                  |
| 3   | 28. Mai 1983  | Évry             | Frankreich  | Les Arènes de l’Agora                     |                                  |
| 4   | 30. Mai 1983  | Metz             | Frankreich  | Parc des Expositions                      |                                  |
| 5   | 31. Mai 1983  | Paris            | Frankreich  | Hippodrome de Pantin                      |                                  |
| 6   | 1. Juni 1983  | Lyon             | Frankreich  | Palais d’Hiver                            |                                  |
| 7   | 2. Juni 1983  | Clermont-Ferrand | Frankreich  | Maison des Sports                         |                                  |
| 8   | 3. Juni 1983  | Bordeaux         | Frankreich  | Patinoire de Mériadeck                    |                                  |
| 9   | 4. Juni 1983  | Barcelona        | Spanien     | Camp Municipal Narcís Sala                |                                  |
| 10  | 5. Juni 1983  | Bilbao           | Spanien     | Pabellón Municipal de Deportes La Casilla |                                  |
| 11  | 7. Juni 1983  | Toulouse         | Frankreich  | Palais des Sports                         |                                  |
| 12  | 8. Juni 1983  | Nantes           | Frankreich  | Parc des Expositions de la Beaujoire      |                                  |
| 13  | 9. Juni 1983  | Quimper          | Frankreich  | Salle Omnisports Michel-Gloaguen          |                                  |
| 14  | 10. Juni 1983 | Le Mans          | Frankreich  | Palais des Congrès et de la Culture       |                                  |
| 15  | 11. Juni 1983 | Lille            | Frankreich  | Espace Foire                              |                                  |
| 16  | 12. Juni 1983 | Brüssel          | Belgien     | Forest National                           |                                  |
| 17  | 13. Juni 1983 | Kopenhagen       | Danemark    | Idrætsparken                              |                                  |
| 18  | 14. Juni 1983 | Hamburg          | Deutschland | Wilhelm-Koch-Stadion                      | Midsummer Night’s Dream Festival |
| 19  | 15. Juni 1983 | Berlin           | Deutschland | Waldbühne                                 | Midsummer Night’s Dream Festival |
| 20  | 17. Juni 1983 | Essen            | Deutschland | Georg-Melches-Stadion                     | Midsummer Night’s Dream Festival |
| 21  | 18. Juni 1983 | Darmstadt        | Deutschland | Stadion am Böllenfalltor                  | Midsummer Night’s Dream Festival |
| 22  | 19. Juni 1983 | Augsburg         | Deutschland | Rosenaustadion                            | Midsummer Night’s Dream Festival |
| 23  | 20. Juni 1983 | Oberkorn         | Luxemburg   | Centre Sportif de Differdange             |                                  |
| 24  | 22. Juni 1983 | Nijmegen         | Niederlande | Concertgebouw de Vereeniging              |                                  |
| 25  | 22. Juli 1983 | London           | England     | Wembley Arena                             | 10th Anniversary Concert         |

## Band
- Mike Oldfield – Gitarre, Mandoline, Keyboards, Vocoder, Gesang
- Simon House – Violine
- Graeme Pleeth – Keyboards
- Anthony 'Ant' Glynne – Gitarre, Hintergrundgesang
- Phil Spalding – Bass, Hintergrundgesang
- Simon Phillips – Schlagzeug
- Pierre Moerlen – Schlagzeug, Percussion
- Maggie Reilly – Gesang